# Стриплинг, Росс
Томас Росс Стриплинг (англ. Thomas Ross Stripling, 23 ноября 1989, Блу-Белл, Пенсильвания) — американский бейсболист, питчер клуба Главной лиги бейсбола «Торонто Блю Джейс». Участник Матча всех звёзд лиги 2018 года.

## Биография
Росс родился 23 ноября 1989 года в семье Хейеса и Тэмми Стриплинг в Пенсильвании. Он учился в старшей школе Кэрролл в Саутлейке. Во время учёбы играл в американский футбол и баскетбол. В составе бейсбольной команды Стриплинг начинал играть в поле, но после перелома ноги сменил позицию. Благодаря успехам в учёбе он смог получить президентскую стипендию в университете Техас A&M.
Во время учёбы на первом курсе Росс принял участие в тринадцати играх университетской команды в качестве реливера. В 2010 году он был переведён в стартовую ротацию. За сезон провёл семнадцать игр стартовым питчером, в том числе победную финальную игру конференции Big 12. В сезоне 2011 года Стриплинг проявил себя как один из лучших питчеров в NCAA, одержав четырнадцать побед и став первым по этому показателю. Команда университета второй раз подряд выиграла чемпионат конференции. На драфте МЛБ 2011 года Росс был выбран клубом «Колорадо Рокиз» в девятом раунде, но Стриплинг предпочёл остаться в университете ещё на год.
В 2012 году в составе «Техас A&M Эггис» Росс одержал десять побед при четырёх поражениях и сыграл ноу-хиттер. В пятом раунде драфта он был выбран клубом «Лос-Анджелес Доджерс». После подписания контракта Стриплинг был отправлен в фарм-клуб «Огден Рэпторс», за который сыграл двенадцать матчей в оставшейся части сезона. 2013 год он начал в составе «Ранчо-Кукамонга Куэйкс», а затем был переведён в состав «Чаттануга Лукаутс», игравших уровнем выше. Большую часть сезона 2014 года он пропустил, восстанавливаясь после операции Томми Джона. 
Дебютную игру за основной состав «Доджерс» Росс провёл 8 апреля 2016 года против «Сан-Франциско Джайентс». Он сыграл 7 ⅓ иннинга без пропущенных хитов. Стриплинг провёл первый сезон в МЛБ в качестве одного из стартовых питчеров команды, а в 2017 году был переведён на позицию реливера. В чемпионате он сыграл больше всех иннингов среди питчеров буллпена и стал вторым по числу сделанных страйкаутов. В июне Росс на три игры был переведён в фарм-клуб после неудачной серии из трёх матчей, в которых он позволил сопернику набрать восемь очков. 
В мае 2018 года, из-за травм ряда игроков, Стриплинг был возвращён в стартовую ротацию. С 6 мая по 12 июля он одержал восемь побед при одном поражении с пропускаемостью ERA 2,01. Вместе с Джастином Верландером он стал одним из двух питчеров МЛБ, соотношение страйкаутов к уокам у которых было больше шести. В июле Росс впервые в карьере был приглашён в Матч всех звёзд лиги. Во время игры он получил травму пальца, затем пропустил месяц из-за проблем со спиной. В последних восьми проведённых играх регулярного чемпионата его пропускаемость составила 6,41. Слабо проведя концовку сезона, Росс не вошёл в заявку клуба на игры плей-офф. По ходу сезона 2019 года он подменял в стартовой ротации питчеров травмированного Рича Хилла, но сам также пропустил весь август из-за воспаления бицепса. Год Стриплинг завершил с четырьмя победами при четырёх поражениях с показателем пропускаемости 3,47. В 2020 году он сыграл за «Доджерс» семь матчей в качестве стартового питчера. Тридцать первого августа его обменяли в «Торонто Блю Джейс» на двух игроков, имена которых были объявлены позже. Ими стали питчер Кендалл Уильямс и аутфилдер Райан Нода. После перехода Стриплинг принял участие в пяти матчах «Торонто», потерпев два поражения при показателе ERA 6,32.